# Château de Normanville
Le château de Normanville est un ancien château français situé à Normanville en Seine-Maritime, construit au XVIIIe siècle et aujourd’hui en ruines.